# ヨルダン・レチコフ
ヨルダン・レチコフ（ブルガリア語: Йордан Лечков, ラテン文字転写: Yordan Letchkov, 1967年7月9日 - ）は、ブルガリア・スリヴェン出身の元サッカー選手。元ブルガリア代表。現役時代のポジションはミッドフィルダー。
1994 FIFAワールドカップで4位に貢献した主要メンバーの1人だったことから、フリスト・ストイチコフ、エミル・コスタディノフ、クラシミール・バラコフらと共にブルガリアサッカー界の偉大な選手の1人と認識されている。

## クラブ経歴
17歳の時に地元のOFCスリヴェン2000でキャリアを始めたレチコフは、若手ながらレギュラーを務め、1991-92シーズンに1部で最多優勝記録を有するPFC CSKAソフィアに移籍を果たした。CSKA移籍から程なくしてドイツ1部のハンブルガーSVに引きぬかれ、1992-93シーズンから1995-96シーズンまで在籍した。その後、1996-97シーズンに当時ヨーロッパでトップクラブの1つだったフランス1部のオリンピック・マルセイユに移籍するも、首脳陣と折り合いが悪く1シーズンで退団することになった。
1997-98シーズンは、セルゲン・ヤルチンの後釜を探していたトルコ1部のベシクタシュJKと移籍金75万マルク・年俸112万5000マルクで2年契約を締結した。それから半年後にジョン・トシャック監督と論争をおこしたことでクラブから罰金を言い渡されたが、レチコフはこれを拒否し故郷ブルガリアに帰国した。これを受け、ベシクタシュは契約違反の補償として20万マルクを支払うようFIFAに訴え、さらにUEFAとFIFAに対し、クラブの許可なしにレチコフがアルゼンチンとの国際親善試合に出場していたことをアピールした。最終的にFIFAはベシクタシュの許可なしにブルガリア代表を含む他チームでプレーする資格がないと決定を下した。そのため、1998 FIFAワールドカップ出場権獲得に貢献するも、本大会出場を断念せざるを得なかった。程なくして現役引退を表明し、ビジネス界に進出した。
それから約3年後の2001-02シーズンにPFC CSKAソフィアと契約しサッカー界に復帰。2002年から2004年まで2部のOFCスリヴェン2000で選手兼監督を務めた。

## 代表経歴
ブルガリア代表として45試合5得点を記録。1994 FIFAワールドカップ準々決勝のドイツ戦で決勝点を挙げ、代表史上最高となる準決勝進出に貢献。次のイタリア戦で敗退したため決勝進出は果たせなかった。W杯での活躍もあり、同年のバロンドールの投票で13位にランクインした（ちなみに1位は、同胞のフリスト・ストイチコフだった）。次の主要大会であるUEFA EURO '96でチームはグループリーグ敗退に終わったものの、レチコフ自身は好プレーをみせ、特にスペイン戦とルーマニア戦で奮闘した。
1998 FIFAワールドカップでは本大会出場に貢献するも、ベシクタシュJKとの契約上の論争から本大会でのプレーは叶わなかった。

## 引退後
現役引退後は、ビジネスマン（高級ホテルとサッカーアカデミーを所有）と政治家としてのキャリアを開始した。2003年にレチコフの故郷スリヴェンの市長に選出され、2007年に再選した。また、2005年からブルガリアサッカー連合の副会長を務めていたものの、後に職権濫用で起訴され、2010年4月にスリヴェン地方裁判所の決定で解任された。6月28日にブルガス控訴裁判所の決定で地位を回復させたかに思われたが、2011年9月20日に再び上記の件で起訴され3年の禁固刑を言い渡された。
1998年に"ゴールデンブーツ"、2012年に"ストイチコフ"と呼ばれるTVのスポーツドキュメンタリー番組に他の様々なサッカー選手と共に出演していた。

## 人物
選手時代から禿げ上がった頭が特徴であり、自身は「故郷のスリヴェンがソビエト連邦のチェルノブイリ原子力発電所から300キロメートルほどの距離にあり、1986年4月に発生した原発事故の2から3か月後、街の若者の多くが頭髪を失った」と、その理由を語っていた。ただし、チェルノブイリ原発とスリヴェンとの距離は300キロメートル以上離れていることから、地理学者からはジョークである可能性が指摘されている。

## 代表歴

### 出場大会
- ブルガリア代表
  - 1994 FIFAワールドカップ (ベスト4)

### 試合数
- 国際Aマッチ 45試合 5得点（1989年-1998年）[17]

| ブルガリア代表 | 国際Aマッチ | 国際Aマッチ |
| 年             | 出場        | 得点        |
| -------------- | ----------- | ----------- |
| 1989           | 1           | 0           |
| 1990           | 2           | 0           |
| 1991           | 3           | 0           |
| 1992           | 0           | 0           |
| 1993           | 6           | 1           |
| 1994           | 12          | 2           |
| 1995           | 7           | 1           |
| 1996           | 9           | 0           |
| 1997           | 4           | 1           |
| 1998           | 1           | 0           |
| 通算           | 45          | 5           |

## タイトル
クラブ
OFCスリヴェン2000
- ブルガリアカップ : 1990-91

CSKAソフィア
- ブルガリアリーグ : 1991-92

ベシクタシュJK
- テュルキエ・クパス : 1997-98